# 長勝寺 (潮来市)
長勝寺（ちょうしょうじ）は、茨城県潮来市にある臨済宗妙心寺派の寺院である。山号は海雲山。本尊は阿弥陀如来。銅鐘は、国の重要文化財である。

## 概要
潮来市内の稲荷山とよばれる丘を背にして、JR潮来駅にほど近い市街地内にある寺院。文治元年（1185年）に源頼朝によって創建されたといわれており、江戸時代に徳川光圀が諸堂宇を修復し、大獄祖清和尚に住持させた。近世の朱印は10石で、寺運は隆盛して現在に法灯を継いでいる。楼門（山門）と、奥にある阿弥陀三尊を本尊とする入母屋造り茅葺の仏殿（本堂）は禅宗様建築の遺構で禅寺の風格を保つ。また、中朱門の中の庫裡・書院等も元禄時代の建築で、水戸徳川家ゆかりの宝物を収蔵している。これら建物のすべては、茨城県の文化財に指定されている。また、国の重要文化財に指定されている銅鐘は、鎌倉幕府第14代執権である北条高時の寄進で、元徳2年（1330年）の鋳造である。
約1万5000平方メートルある境内地には、源頼朝創建の年号に因む文治梅（ふんじばい）とよばれる古木のほか、松尾芭蕉の「旅人と我名呼ばれむ初しぐれ」の句を刻した時雨塚、鹿島紀行で地元の自準亭松江（じじゅんていしょうこう）との交流を示す連句の碑がある。

## 歴史
この寺の創建年代等については江戸時代に火災などにあったことなどから不詳であるが、文治元年（1185年）に源頼朝が武運長久を祈って創建されたという。
江戸時代には、元禄4年（1691年）伽藍の荒廃を惜しんだ徳川光圀が、堂宇を修復して妙心寺の253世住職をつとめた太嶽祖清禅師を中興開山として迎えた。江戸幕府から朱印十石ならびに寺領地が与えられた。1984年（昭和59年）に、本堂と山門の解体修理が行われた。

## 文化財

### 重要文化財（国指定）

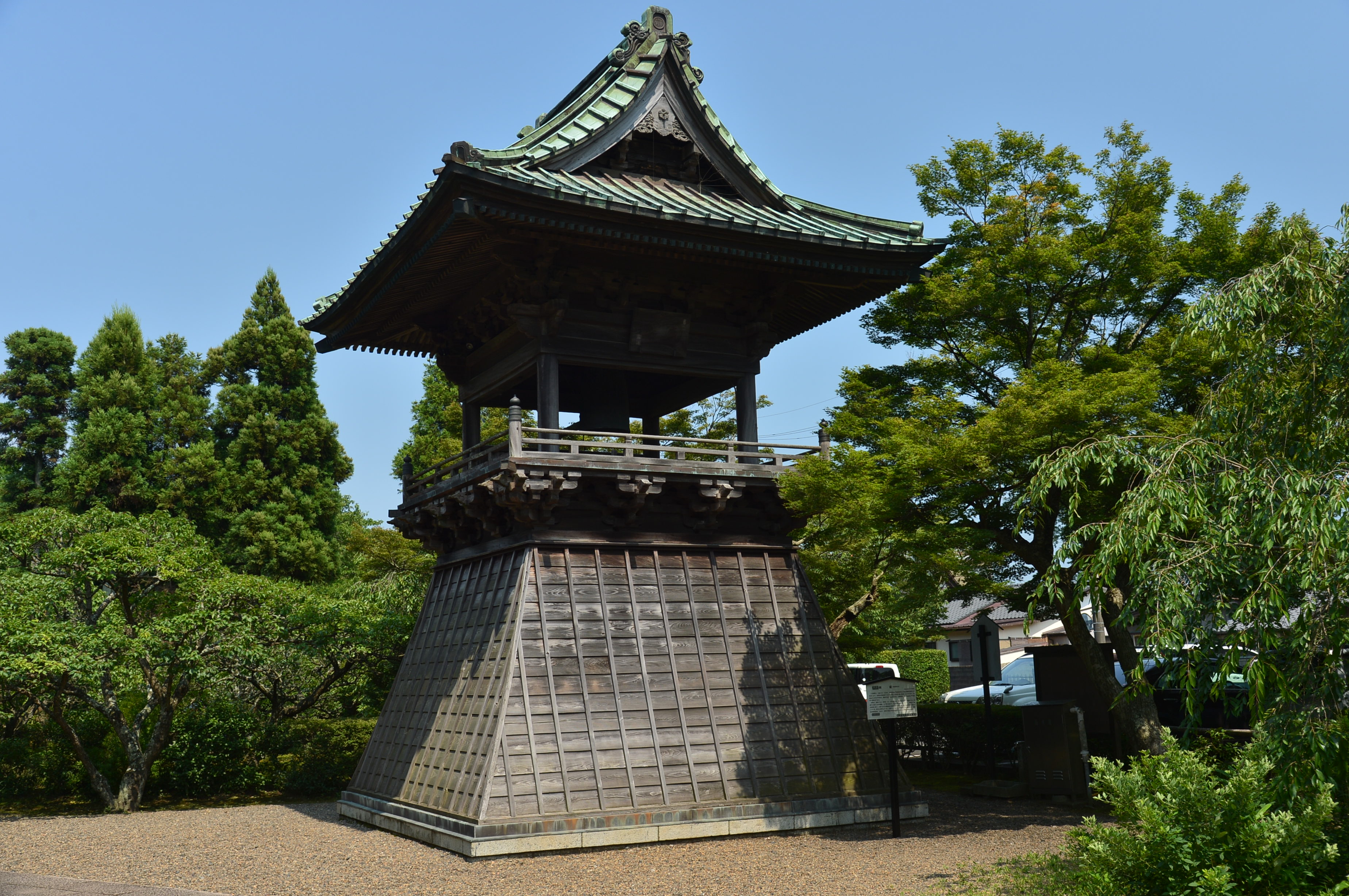
銅鐘

- 銅鐘 元徳庚午十月の銘あり（1330年作）
元徳2年（1330年）、鎌倉幕府14代執権・北条高時が下総国府城主千葉五郎禅門道暁との発起により、長勝寺の創建者である源頼朝の菩提のために寄進したものである。鐘銘と序文の中に寺の沿革が記されている[1]。鐘銘ならびに序文の作者は、中国から来朝して鎌倉円覚寺16代清拙正澄和尚（大鏡禅師）で、鋳物師は甲斐権守卜部助光である。総高115 cm、身高84.8 cm、竜頭高24.5 cm、口径66.3 cmの鋳銅。上下帯は無文で乳は4弾4列、撞座（つきざ）は2個正位置にあり、形状は小型ながら鎌倉時代の特徴をよく示している[3]。銘文中に「客船夜泊常陸蘇城」の語が記されており、中国蘇州を彷彿させる当時の潮来の繁栄と風光明媚な情景をうかがい知るうえで貴重な資料となっている[1][3]。1911年（明治44年）8月9日、重要文化財（旧国宝）に指定[3]。

### 茨城県指定有形文化財

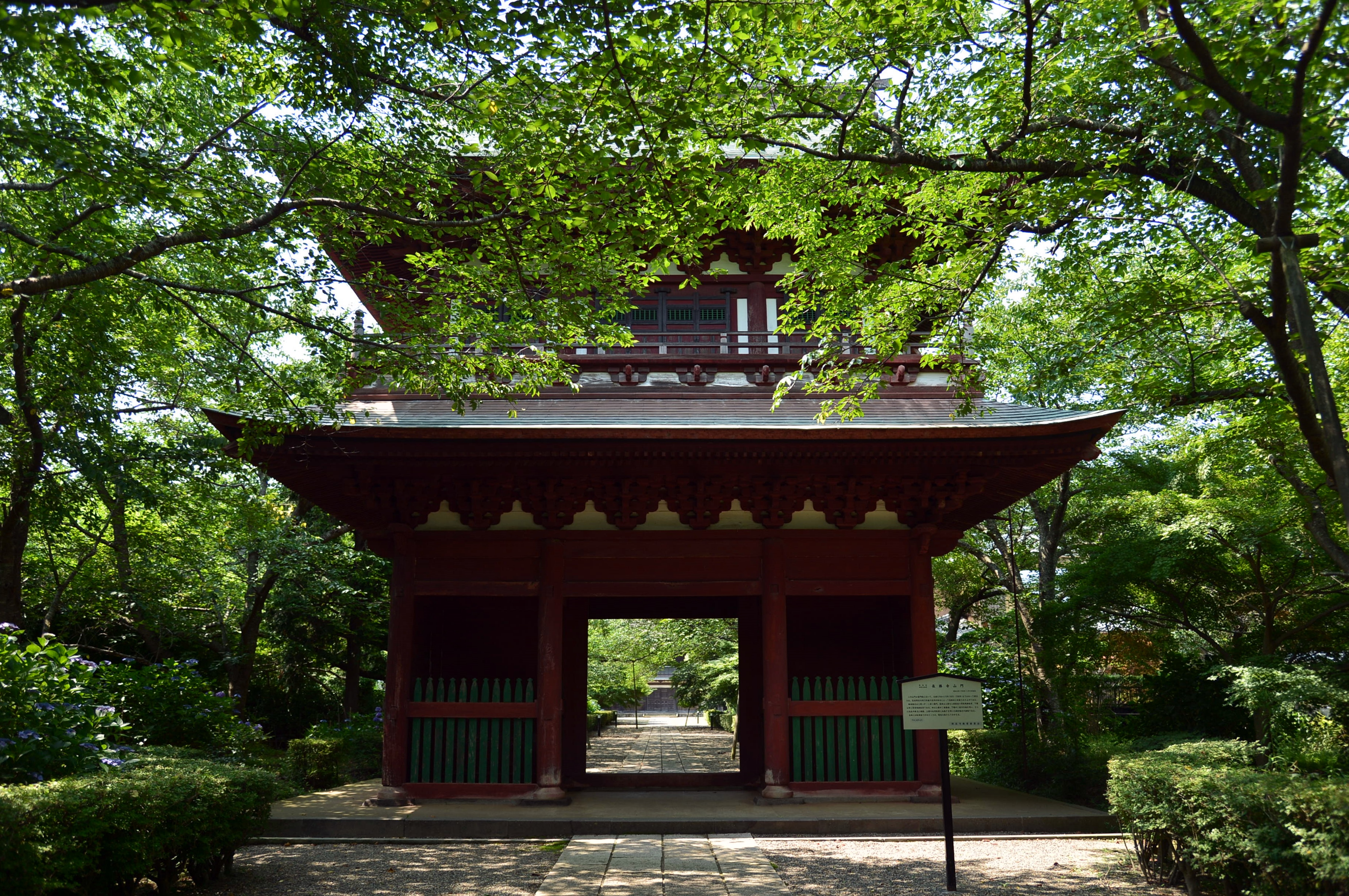
山門

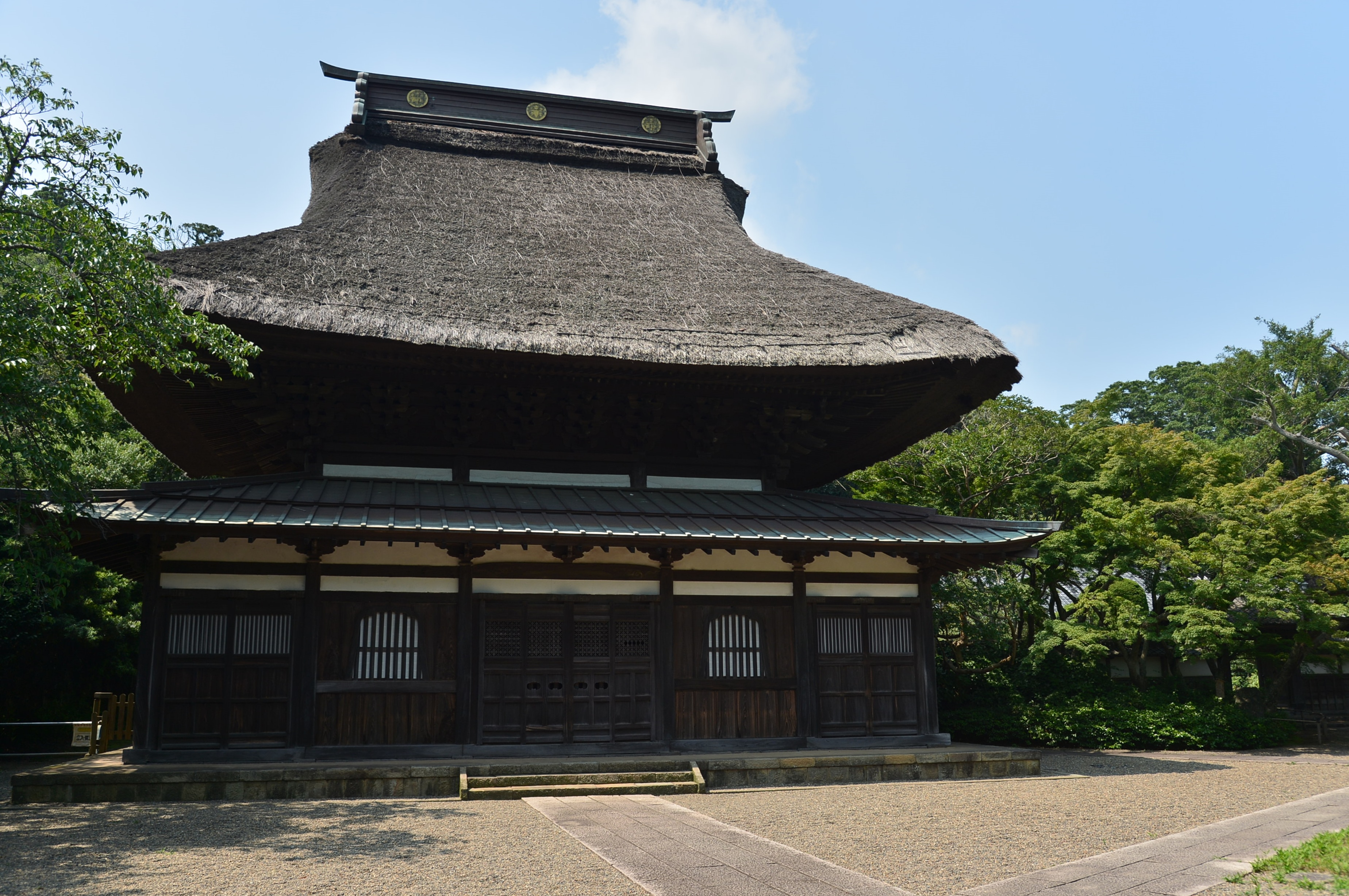
本堂

- 楼門（山門）
普門院において、元禄6年（1693年）から13年までかかって建立されたもので、徳川光圀の命令によって元禄13年（1700年）に長勝寺に移築されたものである[4]。構造様式は三間一戸、二重二階門。上層屋根は入母屋造で、上層、下層とも杮（こけら）葺形の銅板葺。軒は上層は二軒扇垂木、下層が二軒平行垂木が用いられ、円柱の根元に礎盤、上層の柱間装置に桟唐戸を用いた禅宗様の建築である[4]。1958年（昭和33年）3月12日、茨城県指定有形文化財に指定[4]。
- 本堂
建立年代は不詳だが、元禄年間（1688 - 1704年）頃と推定される。方三間[5]、一重、入母屋造、茅葺の建築で、1958年（昭和33年）3月12日、茨城県指定有形文化財に指定された[6]。棟上に源氏の定紋「笹りんどう」が配されており、方三間の身舎の周囲に板葺の裳階がある。天井は中央を鏡天井、周囲を化粧屋根裏とする。内部構造や外部の組物などは禅宗様の手法による建築で、中央後方の来迎壁前に高い禅宗様須弥壇（しゅみだん）を設け、背面に突出して脇仏壇がある[6]。禅宗様建築の貴重な遺構である[6][7]。
- 方丈、書院、玄関、庫裡、隠寮
- 絹本著色太嶽和尚頂相像
- 絹本著色源頼朝像 狩野洞雲筆
- 木造阿弥陀如来及び両脇侍像
長勝寺の本尊。鎌倉時代の伝運慶の作である[1]。
- 木造大迦葉立像
- 高麗焼茶碗

## ギャラリー

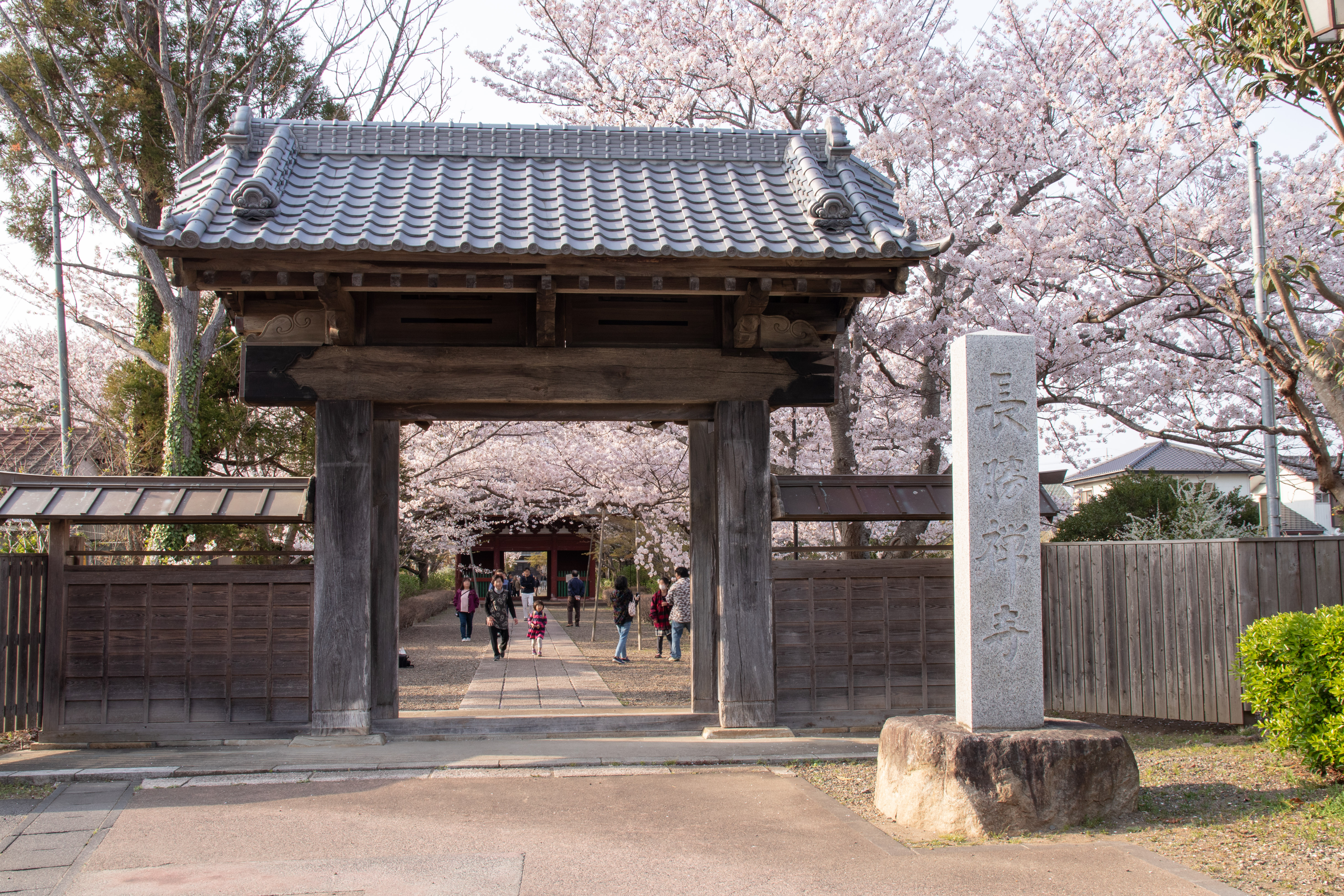
長勝寺の正門
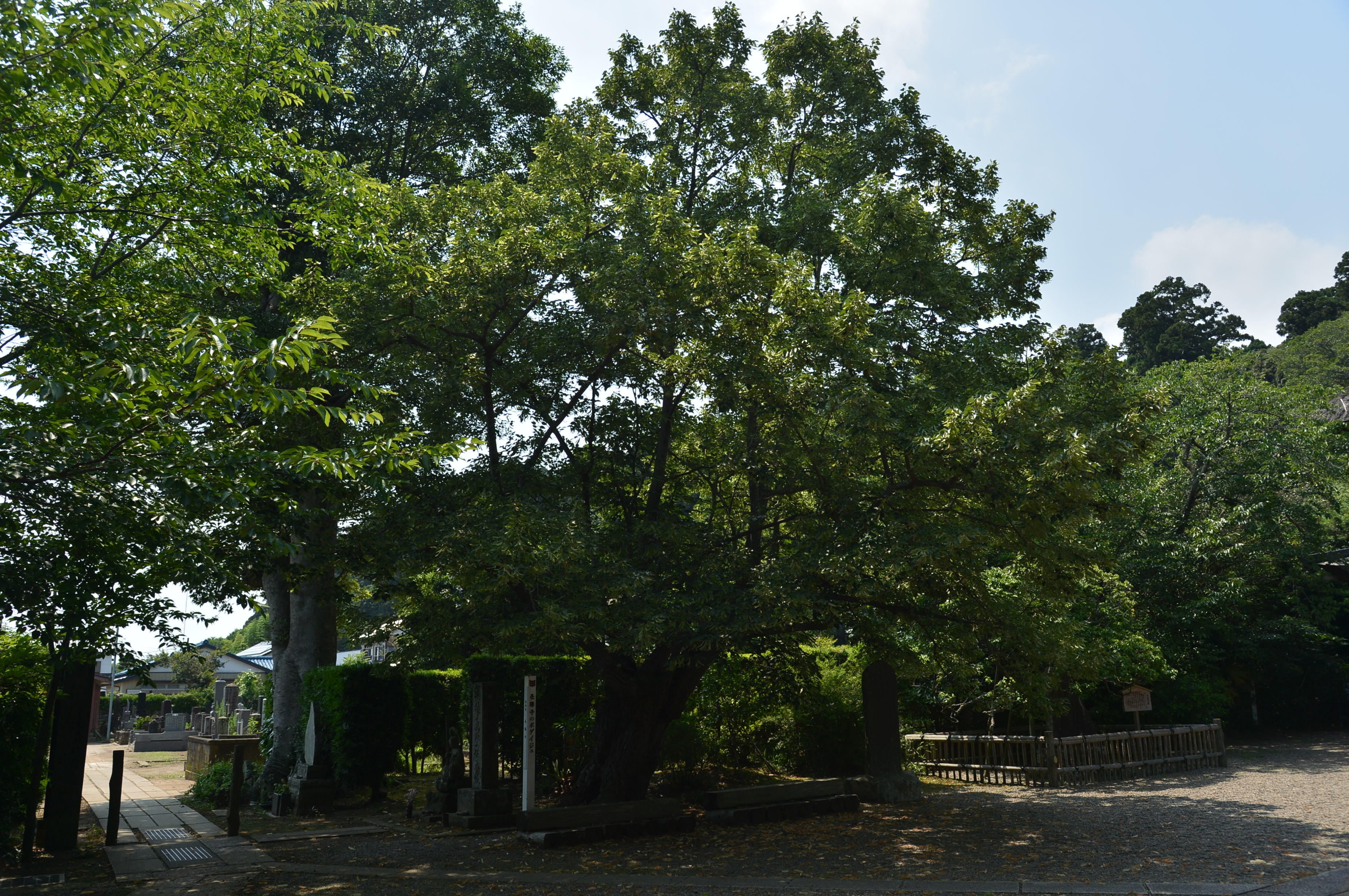
長勝寺のボダイジュ
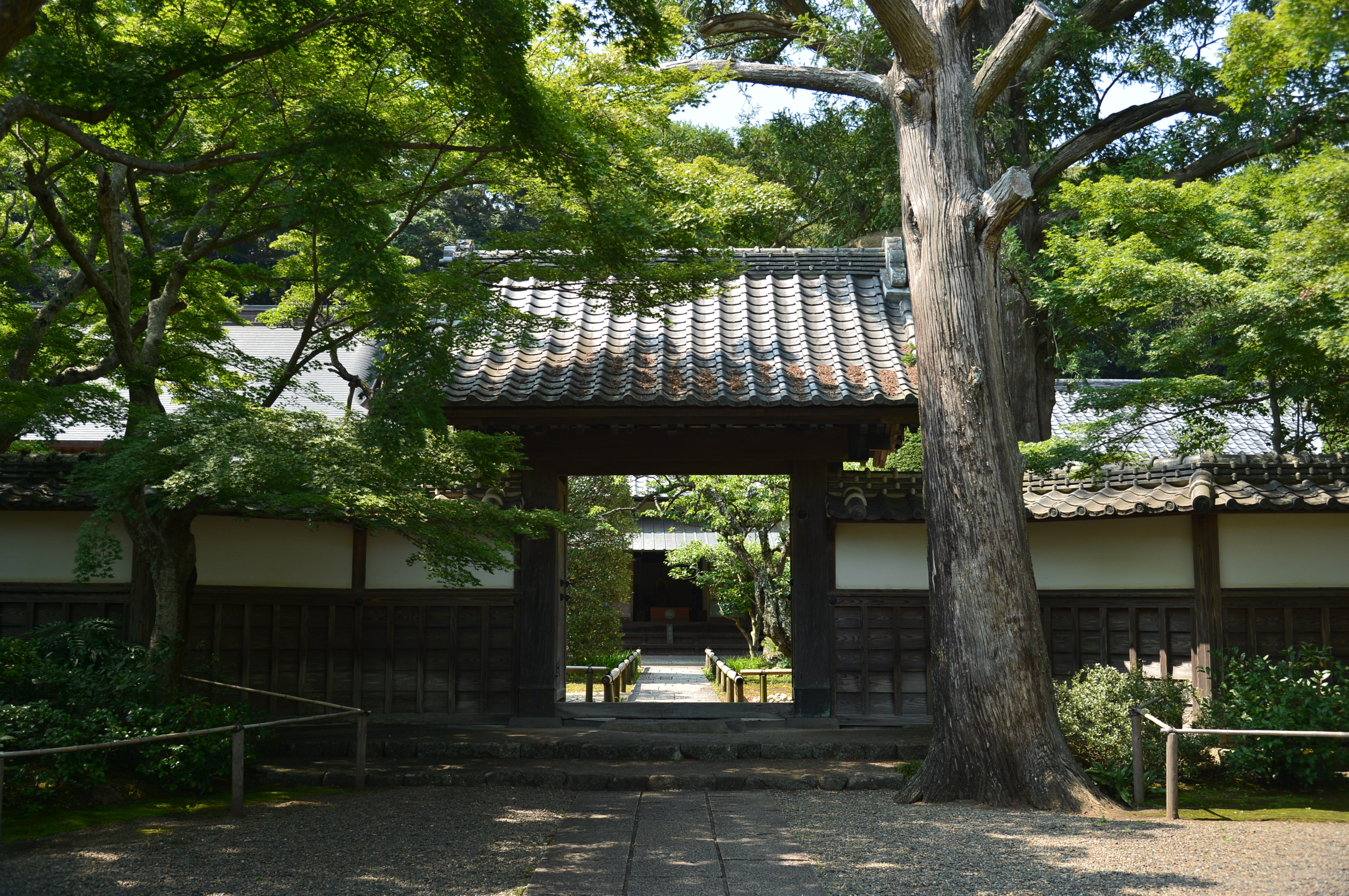
長勝寺の玄関
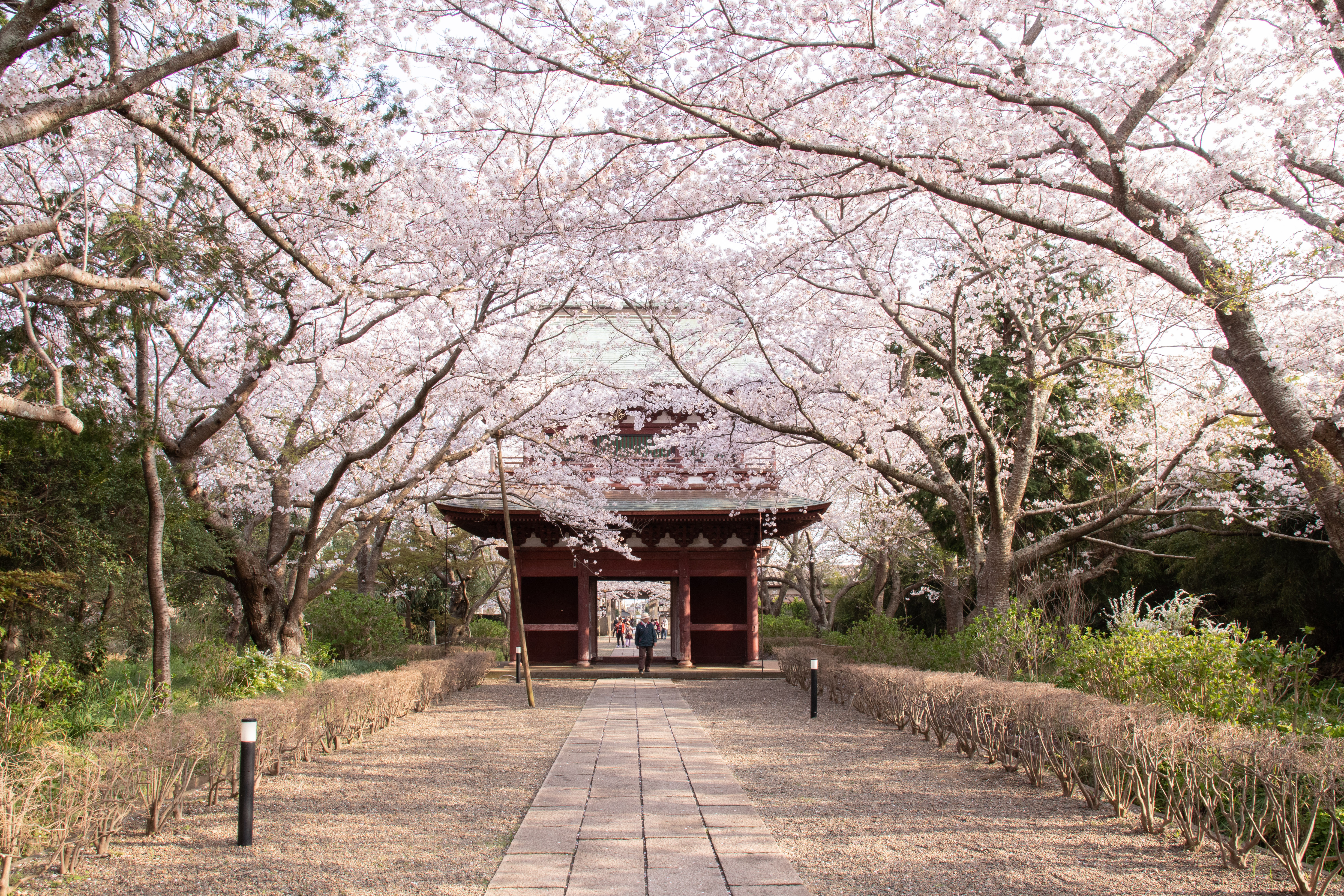
境内